# Zulia Fútbol Club "B"
El Zulia Fútbol Club "B" es un club de fútbol de Venezuela,de la ciudad de Maracaibo,en Zulia,filial del Zulia Fútbol Club.Fue fundado en el 2015 durante la presentación del equipo para el Torneo Adecuación 2015 el presidente del club Cesar Farías anuncio la creación del Zulia Fútbol Club "B", actualmente milita en la Tercera División de Venezuela.

## Historia
Fue fundado en el 2015 durante la presentación del equipo para el Torneo Adecuación 2015 el presidente del club Cesar Farías anuncio la creación del Zulia Fútbol Club "B".
En su primer partido disputado en el Estadio La Rotaria de Maracaibo con 2-0 derrota contra Casa D'Italia de Maracaibo, luego en la segunda fecha también caerían contra UD Lara 2-1 en el estadio Farid Richa de Lara, en la tercera fecha obtuvieron su primera victoria en el Estadio José Encarnación Romero con gol del defensa Jesús Farías.

## Uniforme
| Titular | Alternativa |

## Datos del Club
- Temporadas en 3ª: 3
- Mejor puesto en la Liga: 2º
- Peor puesto en la Liga: 5°
- Mayor victoria como local: Zulia FC 10-0 Atlético Mérida
- Mayor victoria como visitante: Iutenses FC 1-3 Zulia FC
- Mayor derrota como local: Zulia FC 0-2 Trujillanos FC "B"
- Mayor derrota como visitante: Yaritagua FC 4-2 Zulia FC